# BA-64
BA-64(БА-64, Bronirovaniy Avtomobil, 직역: "장갑차")는 소련의 사륜 구동 척후장갑차이다. GAZ-64 또는 GAZ-67 지프의 차체를 기반으로 제작되었으며, Sd.Kfz.221의 것을 느슨하게 본뜬 상부구조를 통합했다. BA-64는 1941년 7월부터 11월까지 붉은 군대의 주력 장갑차였던 BA-20을 대체하기 위해 개발되었다. 가격이 저렴하고 매우 신뢰할 수 있는 BA-64는 나중에 제2차 세계 대전 동안 가장 일반적인 소련의 바퀴형 장갑차가 되었고, 생산이 완료될 때까지 약 9,000대 이상이 생산되었다.
BA-64는 소련의 장갑차 기술에서 중요한 분수령을 이루었는데, 그 이유는 다면체인 상부구조가 BA-20보다 소형 화기와 포탄 파편으로부터 승무원들을 더 잘 보호해주었기 때문이다. 또한 BA-64는 중량 대비 동력 비율이 훨씬 높았고, 바퀴가 차량의 끝 모서리에 배치되어 있어 기동성이 뛰어났다. BTR-40의 도입 이후, 소련 정부는 BA-64를 퇴역시켜 여러 나라에 군사 원조로 수출했다. 동독에서, BA-64는 나중에 가란트 30k SK-1의 기초가 되었다. 조선민주주의인민공화국의 BA-64는 6.25 전쟁 때 사용되었다.

## 개량형

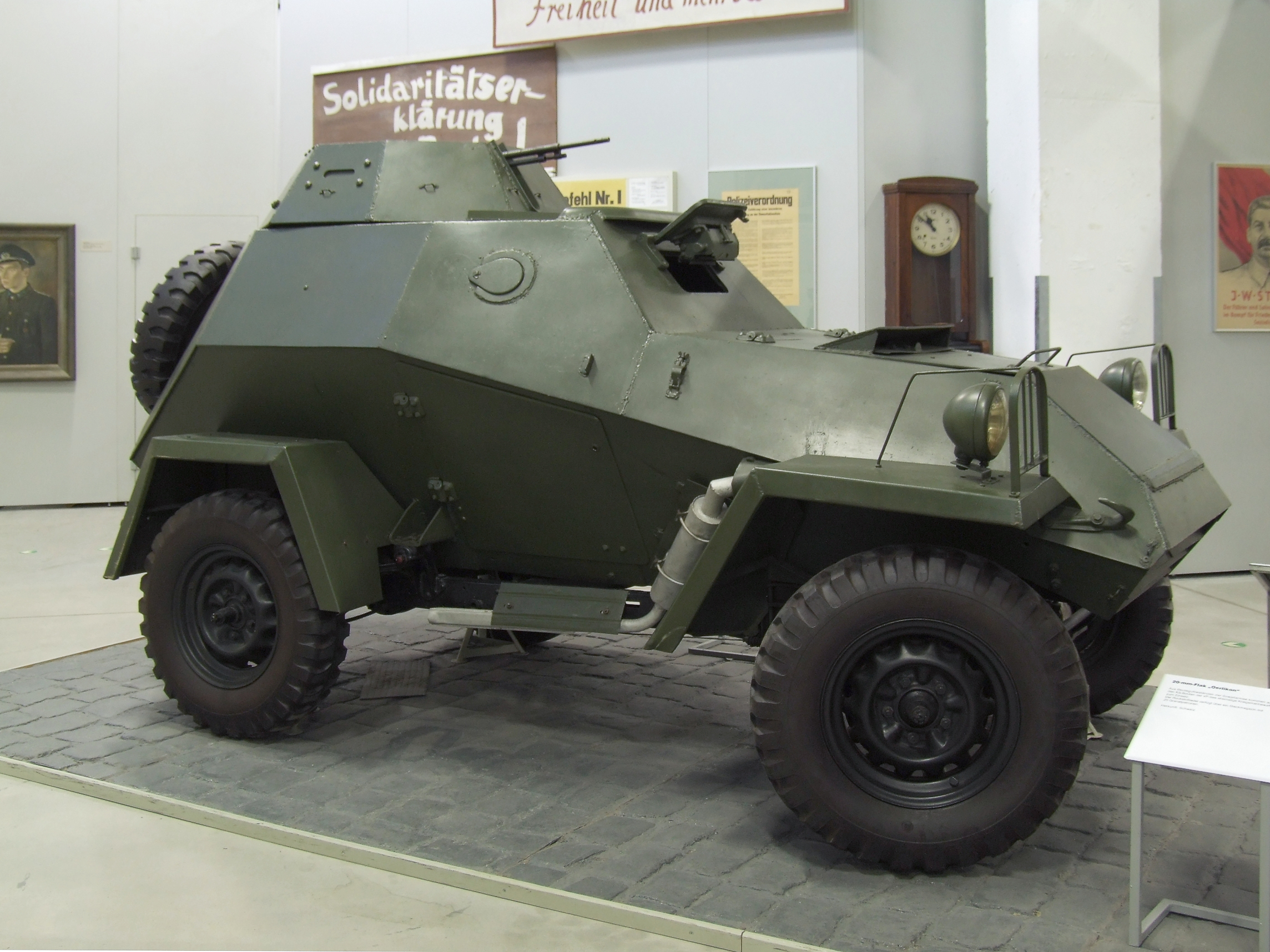
드레스덴의 독일 연방군 군사사 박물관에 전시된 BA-64B

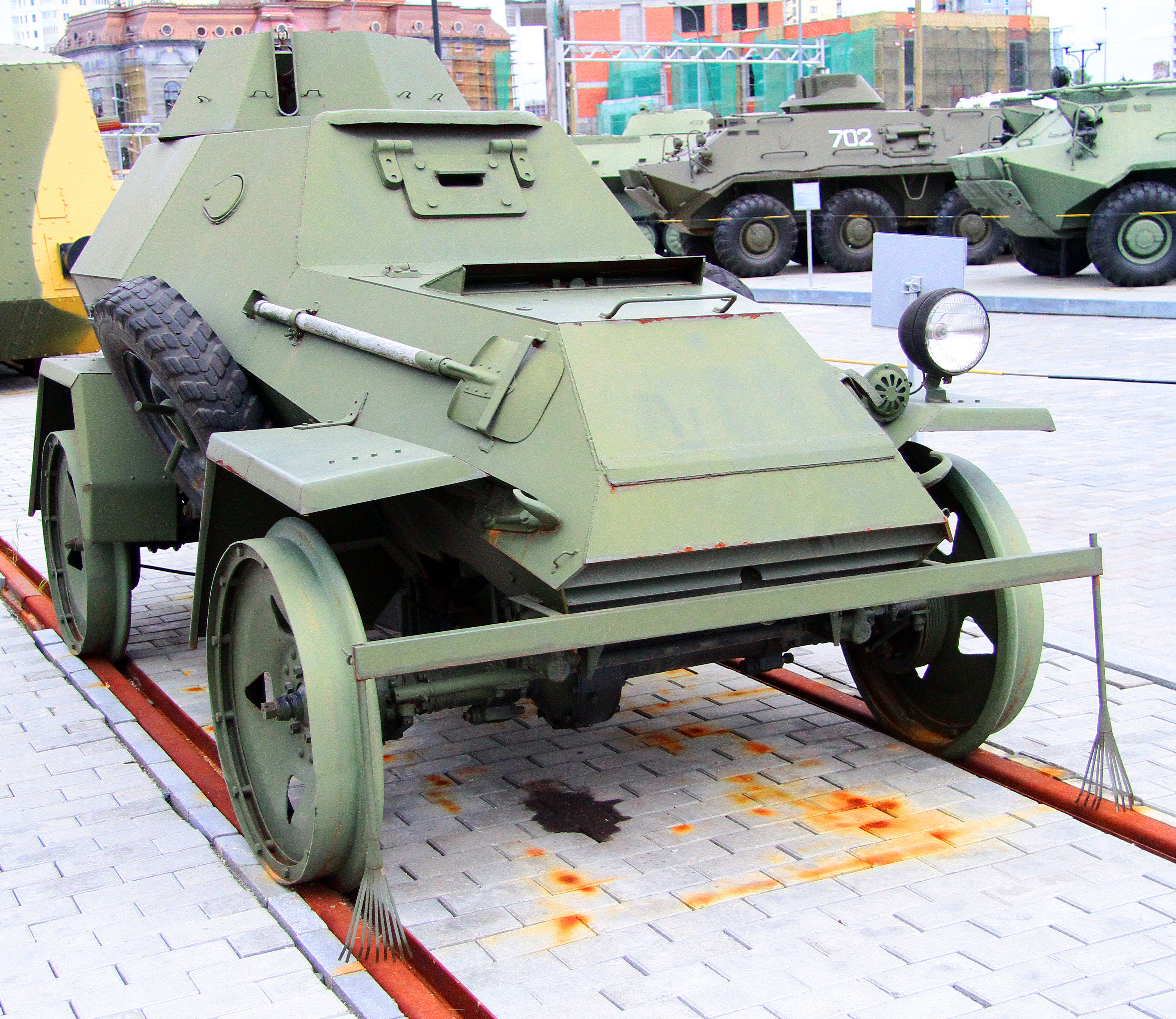
러시아 베르흐냐야피시마 군용 차량 및 자동차 박물관에서 재생산한 BA-64ZhD.

- BA-64: 1942년부터 1943년까지 GAZ-64 지프의 차체에 제작된 표준 생산 모델이다. 오픈탑 포탑에 7.62mm 덱탸료프 보병기관총 1문으로 무장했다.[2]
- BA-64B: 1943년부터 1946년까지의 표준 생산 모델로, GAZ-67 지프의 차체를 기반으로 제작되었으며 새로운 기화기, 공기 흡입구 및 발사 포트를 통합했다.[2] 오픈탑 포탑에 7.62mm 덱탸료프 보병기관총 1문으로 무장했다..[2]
- BA-64D: 12.7mm DShK 중기관총으로 무장한 BA-64B의 화력 지원형이다. 프로토타입 1대만 제작되었고, 공간 제한으로 인해 거부되었다.[5]
- BA-64-126: 포탑이 없는 장교용 차량으로, 기본 단계를 넘어서 진행되지는 않았다. 운전수와 2명의 승객이 탈 수 있었다.[2] 이와 유사한 차량은 붉은 군대에 의해 독립적으로 만들어졌고, 이 개조는 포탑뿐만 아니라 차량 지붕선의 일부를 제거하는 것을 포함했다. 노획한 폭스바겐 슈빔바겐 차량에서 얻은 전면유리가 장착되어 있다.[2]
- BA-64ZhD: 철도 순찰차량으로,[2] 교체 가능한 플랜지를 붙인 BA-64V(빅스킨스키)와 추가된 차축에 보조 바퀴를 단 BA-64G(고르코프스키)가 제작되었다.[5] 이와 유사한 차량은 붉은 군대가 공간 수정을 통해 독자적으로 제작했으며, 플랜지 휠을 통합하여 장갑 열차를 호위하는 데 사용되었다.[2]
- BA-64 PTRS: ABA-64는 포탑 대신에 PTRS-41 대전차 소총을 차체 받침대에 무장한 대전차 모델이다.[2]
- BA-64Sh: BA-64는 상부 구조가 상승하고 선체 루프 라인이 증가한 지휘 차량이다. 지휘 차량에 필요한 무선 장비를 수용할 수 없다는 이유로 거부당했다.[2]
- BA-64Z: HBA-64의 하프 트랙 변형으로, 전면과 후면 궤도 조립부에 스키가 장착되어 있어 깊은 눈을 항해할 수 있다.[2] 연료 소비량이 많고 속도가 느리기 때문에 거부되었다.[2] BA-64SKh로도 알려져 있드.[5]
- BA-64B SG-43: 같은 포탑에서 덱탸료프 보병기관총을 SG-43 고류노프 중기관총으로 대체한 BA-64B의 시제품.[2]
- BA-64E: BA-64의 포탑이 없는 병력수송장갑차로, 뒷문을 통해 탑승한 여섯 명의 승객을 수용할 수 있다.[2] 1943년에 9대의 시제품이 제작되었고, 이후 전투에 투입되었다.[2]
  - BA-64KA: BA-64E에서 파생된 BA-64의 포탑이 없는 병력수송장갑차.[2] 이것은 낙하산 부대를 위한 경량 수송차량으로 설계되었으며 BA-64Sh와 매우 유사하게 상승된 차체를 특징으로 한다.[2]
  - BA-64E-37: BA-64E의 대전차 및 화력 지원 모델. 37mm 대전차포를 장착했으며, BA-64KA의 공중 임무를 수행하기 위해 설계되었다.[2] 하나의 시제품만 제작되었다.[2]
  - BASh-64B: BA-64E의 지휘용 변형으로, BA-64Sh의 차체에 무선 송신기를 설치할 수 있는 충분한 공간을 확보함으로써 이전의 문제를 해결했다.[2]
- BA-69: BA-64는 GAZ-69 지프의 차체에 제작되었다. 프로젝트가 취소되기 전에 한 가지 모형만 만들어졌다.[2]

## 운용국

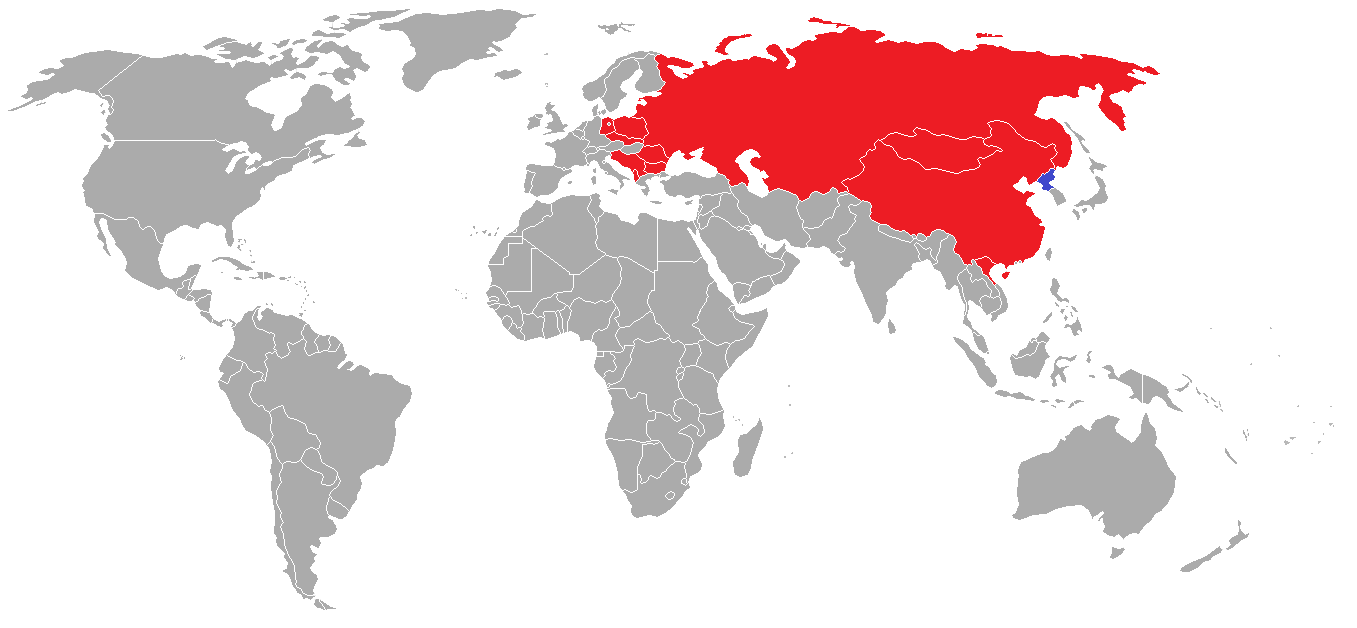
BA-64 운용국, 현재(파랑)와 과거 (빨강)

### 현재
- 조선민주주의인민공화국: 2013년 기준 예비 부대가 운용.[1]

### 이전
- 알바니아[3]
- 불가리아[2]
- 중화인민공화국[1]
- 체코슬로바키아[2]
- 동독[1]
- 북베트남[1]
- 폴란드[6]
- 루마니아[2]
- 소련[6]
- 유고슬라비아[1]